# Арабеске (збирка приповетака)
Арабеске ( рус. «Арабески» ) су сабрана дела која је написао и саставио Николај Гогољ, први пут објављена у јануару 1835.  Колекција се састоји из два дела, разноврсних по садржају, па отуда и назив: ″арабеске″, посебна врста арапског дизајна где се линије вијугају једна око друге. Чланци о хроникама, географији и уметности, као и дела белетристике као што су „Невски проспект “, „ Портрет “ и „ Дневник лудака “ спајају збирку у једну целину.
Чланци представљају Гогољева мишљења и идеје о књижевности и уметности. У „Неколико речи о Пушкину“, на пример, он описује Пушкина као једног од највећих руских песника и поставља задатак да се руска књижевност испуни; у „О малоруским песмама“ Гогољ је дао своју оцену украјинске народне уметности; а у чланку о слици Карла Брјулова Последњи дан Помпеје оценио је феномен руске уметности.